# Schloss Ort im Innkreis

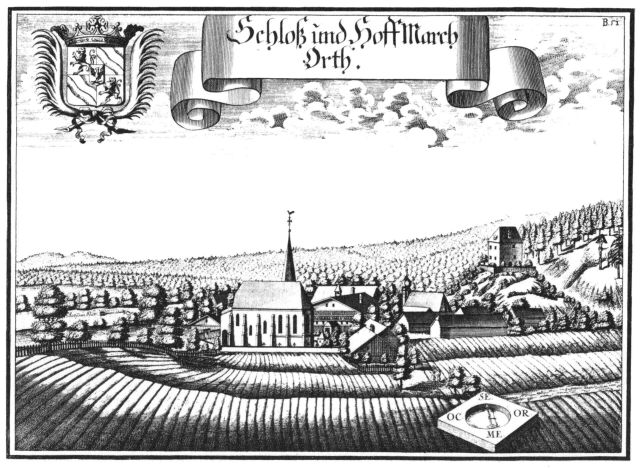
Schloss Ort; Kupferstich von Michael Wening, 1721

Das Schloss Ort im Innkreis lag in der gleichnamigen Gemeinde im Bezirk Ried im Innkreis von Oberösterreich. Das Schloss lag auf einem vorspringenden Hügel auf dem Aichaberg (Eichberg). Der Name Ort (Orth, Ortt, Hort) ist eventuell von dem lateinischen hortus (= Garten) abgeleitet; nach einer alternativen Deutung kann Ort auch das Ende einer Gemarkung (also Rand Grenze) bedeuten. Nach dem Stich von Michael Wening war Schloss Orth ein ummauerter zweigeschoßiger turmartiger Bau auf dem Aichaberg. In Ort selbst waren zwei Hofmarken, die Obere Hofmark gehörte zum Stift Reichersberg, die Untere Hofmark zum Schloss Ort.

## Burgstall von Ort

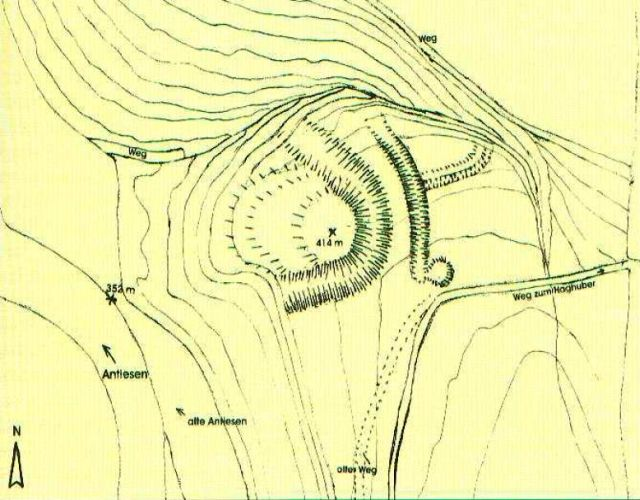
Planskizze des Burgstalls nach Wilhelm Mahler

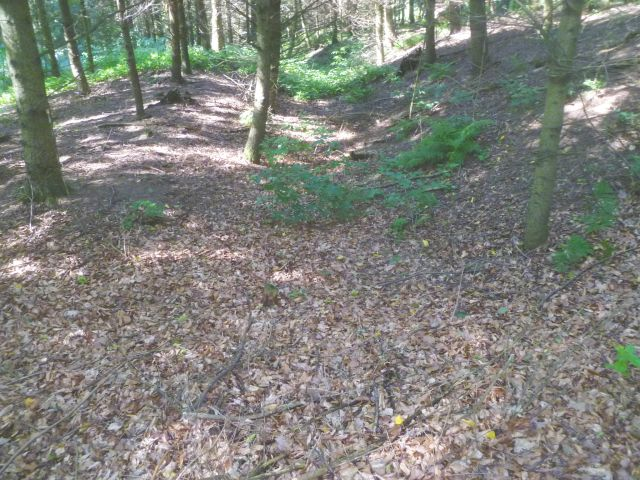
Burgstall von Ort (Graben)

In der Gemeinde Ort wurde vor kurzem der Burgstall von Ort gefunden. Diese aus der ersten Hälfte des 10. Jahrhunderts stammende Fliehburg liegt zwischen der Unteren Hofmark und dem Anwesen Haghuber (Stött, Nr. 5). Der beinahe runde Kernbereich der Anlage hat einen Durchmesser von etwa 30 Metern. Er ist im Halbkreis von Norden bis Süden von einem rund zehn Meter breiten und drei Meter tiefen Graben geschützt, wobei diesem ein zweiter vorgelagert war, an dessen südlichem Ende sich eine runde Grube befindet, die etwa 50 cm tief ist und zehn Meter im Durchmesser beträgt. Auch ein dritter Wall lässt sich noch nachweisen (eventuell eine Koppel, um das Vieh in Sicherheit zu bringen). An der Westseite war diese Befestigungsanlage durch das steile Gelände (Hangabfall zur Antiesen) geschützt. Diese Fliehburg war vermutlich als Schutz gegen die Magjareneinfälle gebaut worden.
In unmittelbarer Nähe (280 m entfernt) zu dieser mittelalterlichen Wehranlage liegen die Reste des Schlosses Ort. Eine Urkunde des Stiftes Reichersberg von 1407 deutet einen Streit mit Hanns von Messenpeck an, denn hier wird gefordert: „Von des paws wegen des Purkhestals ze Ort soll der Messenpeck der Herrschaft einen brief geben.“ Dies führt zu der Vermutung, dass die Herren von Ort auf dieser Fluchtburg und nicht auf dem Schloss, das in der Radierung von Wening gezeigt wird, ansässig waren; eventuell wurde die alte Fluchtburg im 11. Jahrhundert zu ihrem Ansitz reaktiviert und das Schloss Ort ist erst später von den Messenpecks gebaut worden.

## Geschichte
Erbaut wurde die Burg Ort eventuell im 11. Jahrhundert, sie war Stammsitz der Herren von Ort, die hier bis 1320 die Besitzer waren. Die ersten sicher hier ansässigen Herren von Ort waren die Brüder Wikpoto und Wernhard (circa 1140–1170) – der 1100/20 genannte Richerus de Orto gehört nicht hierher, er war Ahnherr der Herren von Wesen. Wikpoto und Wernhard waren edelfreie Gefolgsleute der Grafen von Formbach. Nach deren Aussterben 1158 war die nächste Generation teils Ministeriale des Hochstifts Passau (Ulrich, ca. 1180–1230), teils der Grafen von Andechs (Wernhard, ca. 1180–1203/4). Spätere Orter waren Wernhard († 1235/40) und Hermann (1262) mit vier Kindern. Die Orter werden noch bis 1393 genannt, waren damals aber Untertanen des Stiftes Reichersberg. Der letzte Orter war Walchum der orter. Die Bedeutung der Orter geht daraus hervor, dass sie etwa hundertmal als Zeugen in Urkunden bzw. in den Traditionscodices von Reichersberg, Formbach, St. Nicola oder des Bistums Passau genannt werden.
Um 1320 gelangte Ort in den Besitz der Ritter von Messenpeck (Chunrad und Heinrich), die in Messenbach, einem heutigen Ortsteil von Lambrechten ihren Stammsitz hatten. Diese hielten Ort bis 1486 im Besitz. 1388 und 1400 geriet Weigl Messenpeck mit dem Stift Reichersberg in Streit und fügte dem Stift großen Schaden zu. Hanns von Messenpeck († 1454) ließ Schloss Ort umbauen, auch er lag mit Reichersberg wegen verschiedener Übertretungen im Streit (sein Grabstein findet sich in der Pfarrkirche von Ort; die Umschrift auf seinem Grabstein lautet „anno domini 1454 ist alda begraben der edel hanns von messenpach hie in ort gesessen“). Sein Sohn Lazarus von Messenpeck († 1473) war Pfleger von Ried im Innkreis; er starb in Ried, sein Grabstein befindet sich in der Rieder Kirche Stadtpfarrkirche.
Schloss Ort war Lehen der Grafen von Andechs und später der Grafen von Ortenburg. 1486 verkauften die Messenpecks Ort an Friedrich Mautner von Katzenberg. Um 1500 kam es an den Herzog Georg von Bayern, dieser verkaufte Ort im gleichen Jahr an das Bistum Chiemsee; hier verblieben Schloss und Hofmark bis 1684. Ort besaß auch die niedere Gerichtsbarkeit, diese wurde unter den Chiemseern nach Schärding verlegt, die Verwaltung der Hofmark kam zur Herrschaft Raab.
1684 erwarb Johann Veit, Graf von Maxlrain und Hohenwaldeck Schloss und Hofmark. Da er ohne Nachkommen verstarb, kam Ort durch Erbschaft 1704 an die Freiherren von Neuhaus. 1709 kaufte das Stift Reichersberg das Schloss mit der zugehörigen Hofmark. 1732 ließ der Propst Hercula das baufällige Schloss abreißen und baute aus dem Material des Schlosses den Pfarrhof zu Ort auf. Die Schlosskapelle wurde unter Kaiser Joseph II. gesperrt. Die Hofmark Ort gehörte noch 1772 dem Stift Reichersberg.

## Heutige Situation

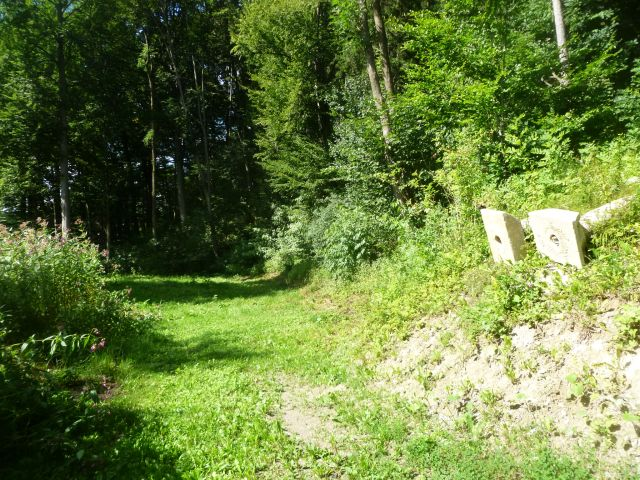
Burgplatz des ehemaligen Schlosses

Zur Lagestelle des früheren Schlosses führt ein Fußweg. Am Burgplatz sind Rastbänke aufgestellt, die eine gute Aussicht auf die Kirchtürme der umliegenden Gemeinden (Obernberg, Reichersberg, Antiesenhofen und Münsteuer) erlauben. Am Anfang des Burgplatzes steht das sogenannte Schmied-Kreuz, das an das Suicid des Schmiedes Karl Hochaspöck 1897 wegen der Einlieferung seiner Frau in die Nervenheilanstalt Linz erinnert. Wie man aber auf der Darstellung von Michael Wening sehen kann (ganz rechts im Bild), war bereits früher bei Schloss Ort ein Kreuz mit einem Votivbild zur Erinnerung an einen Kutschenunfall von 1742 vorhanden, das dann in die Bründlkapelle verbracht wurde.